# حماد (طراح)
حماد (بالفارسية: حماد) هي قرية تقع في إيران في قسم طراح الريفي. يقدر عدد سكانها بـ 315 نسمة بحسب إحصاء 2016.